# Cerise (satellite)
Pour les articles homonymes, voir Cerise (homonymie).

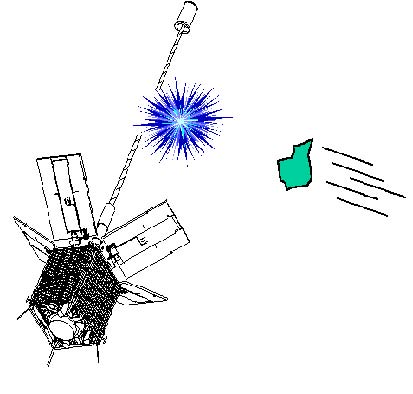
Reconstitution de la collision entre le débris de la fusée Ariane et le satellite Cerise (1996).

Cerise (acronyme de Caractérisation de l'Environnement Radioélectrique par un Instrument Spatial Embarqué) est un satellite militaire français lancé en 1995. C'est le premier satellite à avoir été endommagé de manière certaine par un débris spatial en orbite résultant de l'activité spatiale.

## Histoire
Cerise a été construit à la demande de la DGA par le constructeur Alcatel et utilise une plate-forme du constructeur anglais Surrey Satellite Technology. Cerise est un microsatellite militaire expérimental de petite taille (60 × 30 × 30 cm pour 50 kg) destiné à étudier l'environnement radio-électrique de la Terre pour la mise au point des futurs satellites d'écoute militaire. Il est stabilisé par gradient de gravité grâce à un mat télescopique de 6 mètres de long. Le coût du satellite était de £11 millions et sa mission devait durer deux ans et demi.
Il est lancé le 7 juillet 1995 par une fusée Ariane 4 depuis la base spatiale de Kourou. Il partage la coiffe de la fusée avec le satellite espion Helios IA et une petite unité expérimentale espagnole UPM-Sat 1. Il est placé sur une orbite basse presque circulaire de 666 km sur 675 km.
Le 24 juillet 1996, le satellite ne répond plus. Dans un premier temps, l'armée ne comprend pas pourquoi. C'est grâce aux concours des radars américains qu'elle comprend que le satellite a changé d'orbite et qu'il tourne sur lui-même car son mat télescopique est brisé. Après analyse des bases de données américaines et britanniques des objets spatiaux, il apparaît qu'il a été heurté à une vitesse relative de 14,8 km/s par un morceau du troisième étage de la fusée Ariane 1 qui avait placé le satellite Spot-1 en orbite en 1986. Le débris a sectionné la partie supérieure du mât au bout duquel se situe la masse permettant de stabiliser le satellite.

## Conséquences
La collision a créé un nombre limité de débris (une trentaine de pièces) et n'a pas causé d'autres inquiétudes depuis, même si à cause de la haute altitude, tous les morceaux sont encore en orbite 25 ans plus tard.
Cet accident et l'impossibilité pour la France d'anticiper et de déterminer par elle-même les raisons de la défaillance lui font prendre conscience de ses faiblesses dans le domaine de la surveillance spatiale. Elle va par ailleurs s'engager à mettre en place des lignes claires pour éviter qu'un tel fiasco se reproduise en favorisant la mise en place d'une réglementation qui aboutie la mise en place de la loi relative aux opérations spatiales en 2008. La France est devenu un moteur en Europe pour agir à l'international sur la question Space Trafic Management.